# Oberes Angertal
Das obere Angertal ist eine Landschaft in Nordrhein-Westfalen. Es wurde in den 1940er-Jahren dem Kalkabbau geopfert und als Sedimentsbecken der Wülfrather Kalksteinwerke genutzt. Da auf den kargen und steilen Talhängen nur für den Eigenbedarf produziert werden konnte, begann hier die Industrialisierung des Bergischen Landes. Heute befindet sich hier eine renaturierte Landschaft für Freizeit und Sport. Das Tal ist nach dem Angerbach benannt, der in Velbert entspringt und in Duisburg in den Rhein mündet.